# Paradisanthus
Paradisanthus – rodzaj roślin z rodziny storczykowatych (Orchidaceae). Obejmuje cztery gatunki będące endemitami wschodniego wybrzeża Brazylii.

## Systematyka
Rodzaj sklasyfikowany do podplemienia Zygopetalinae w plemieniu Cymbidieae, podrodzina epidendronowe (Epidendroideae), rodzina storczykowate (Orchidaceae), rząd szparagowce (Asparagales) w obrębie roślin jednoliściennych.
Wykaz gatunków
- Paradisanthus bahiensis Rchb. f.
- Paradisanthus micranthus (Barb. Rodr.) Schltr.
- Paradisanthus mosenii Rchb. f.
- Paradisanthus neglectus Schltr.